# Rickard Pell
Rickard Pell, född 24 mars 1979, är en svensk friidrottare (medeldistanslöpare). Han tävlar för Hammarby IF och har vunnit tre individuella SM-guld utomhus respektive inomhus samt sju SM-guld i stafett utomhus.
Vid U23-EM i Amsterdam, Nederländerna år 2001 deltog Pell på 800 meter men slogs ut i försöken.

## Personliga rekord
| Utomhus - 400 meter – 49,88 (Sollentuna 31 maj 1998) - 600 meter – 1:18,.54 (Enskede 19 maj 2005) - 800 meter – 1:46,36 (Rehlingen, Tyskland 31 maj 2004) - 1 500 meter – 3:43,27 (Zürich, Schweiz 17 augusti 2001) - 1 500 meter – 3:48,96 (Jönköping 29 maj 2007) | Inomhus - 400 meter – 49,53 (Eskilstuna 23 februari 1997) - 800 meter – 1:48,83 (Göteborg 8 februari 2003) - 1 500 meter – 3:46,64 (Eskilstuna 10 februari 2007) - 1 500 meter – 3:48,29 (Malmö 24 januari 1998) - 1 500 meter – 3:50,56 (Sätra 2 februari 2008) - 3 000 meter – 8:14,03 (Sätra 21 januari 2007) |